# Sonic Mega Collection Plus
Sonic Mega Collection Plus ist eine Videospielsammlung, die vom Sonic Team entwickelt und von Sega erstmals in Nordamerika am 2. November 2004 für PlayStation 2 und Xbox veröffentlicht wurde. Sie enthält unabhängig von der Region insgesamt 20 Spiele, die von 1991 bis 1996 für das Sega Mega Drive und Sega Game Gear erschienen sind, davon zehn aus der Sonic-Spieleserie, und damit sechs mehr als die zuvor erschienene Sonic Mega Collection für den Nintendo GameCube.

## Inhalt
Die Sonic Mega Collection Plus enthält folgende Spiele:
| Von Beginn an auswählbare Sonic-Spiele                      | Von Beginn an auswählbare Sonic-Spiele | Von Beginn an auswählbare Sonic-Spiele | Von Beginn an auswählbare Sonic-Spiele |
| Name des Spiels                                             | Release                                | Genre                                  | Entwickler                             |
| ----------------------------------------------------------- | -------------------------------------- | -------------------------------------- | -------------------------------------- |
| Sonic the Hedgehog                                          | 1991                                   | Jump ’n’ Run                           | Sonic Team                             |
| Sonic the Hedgehog 2                                        | 1992                                   | Jump ’n’ Run                           | Sonic Team & Sega Technical Institute  |
| Sonic the Hedgehog Spinball                                 | 1993                                   | Action                                 | Sega Technical Institute & Polygames   |
| Dr. Robotnik’s Mean Bean Machine                            | 1993                                   | Puzzle                                 | Compile                                |
| Sonic the Hedgehog 3                                        | 1994                                   | Jump ’n’ Run                           | Sonic Team & Sega Technical Institute  |
| Sonic & Knuckles                                            | 1994                                   | Jump ’n’ Run                           | Sonic Team & Sega Technical Institute  |
| Sonic 3D: Flickies’ Island                                  | 1996                                   | Jump ’n’ Run                           | Sonic Team & Traveller’s Tales         |
| Freischaltbare Sonic-Spiele                                 |                                        |                                        |                                        |
| Name des Spiels                                             | Release                                | Genre                                  | Entwickler                             |
| Blue Sphere                                                 | 1994                                   | Puzzle                                 | Sonic Team & Sega Technical Institute  |
| Knuckles the Echidna in Sonic the Hedgehog 2                | 1994                                   | Jump ’n’ Run                           | Sonic Team & Sega Technical Institute  |
| Sonic 3 & Knuckles                                          | 1994                                   | Jump ’n’ Run                           | Sonic Team & Sega Technical Institute  |
| Weitere freischaltbare Spiele                               |                                        |                                        |                                        |
| Name des Spiels                                             | Release                                | Genre                                  | Entwickler                             |
| Flicky                                                      | 1991                                   | Jump ’n’ Run                           | Sega Technical Institute               |
| Ristar                                                      | 1995                                   | Jump ’n’ Run                           | Sega Technical Institute               |
| Comix Zone                                                  | 1995                                   | Beat ’em up                            | Sega Technical Institute               |
| The Ooze                                                    | 1995                                   | Action                                 | Sega Technical Institute               |
| Nur in dieser Plus-Version enthaltene Sega Game Gear-Spiele |                                        |                                        |                                        |
| Name des Spiels                                             | Release                                | Genre                                  | Entwickler                             |
| Sonic the Hedgehog (8-Bit)                                  | 1991                                   | Jump ’n’ Run                           | Ancient                                |
| Sonic the Hedgehog Chaos                                    | 1993                                   | Jump ’n’ Run                           | Aspect Co. Ltd                         |
| Dr. Robotnik’s Mean Bean Machine                            | 1993                                   | Puzzle                                 | Compile                                |
| Sonic Drift                                                 | 1994                                   | Rennspiel                              | Sega                                   |
| Sonic Labyrinth                                             | 1995                                   | Action                                 | Minato Giken                           |
| Sonic Blast                                                 | 1996                                   | Jump ’n’ Run                           | Aspect Co. Ltd                         |

Alle Spiele sind absolut identisch mit dem Sega-Mega-Drive-Original, wobei das erste Sonic the Hedgehog wahlweise in der japanischen, amerikanischen oder europäischen Version gespielt werden kann, was Unterschiede in der Framerate ausmacht. Die Anleitungen aller Spiele wurden eingescannt und sind einsehbar. Neu ist eine Speicherfunktion, die an jeder Stelle der Spiele das Speichern und Laden erlaubt.
Weitere Inhalte der Collection sind über eingescannte Titel-Cover der Sonic-Comics von Archie Comics, beliebige Artworks, beide Zwischensequenzen von Sonic the Hedgehog CD, ein Video über die bisherige Historie des Franchises sowie ein Making-of-Video zu Sonic Heroes.

## Neuveröffentlichungen und Nachfolger
Die Sonic Mega Collection Plus war auch Teil von 2 in 1 Combo Pack: Sonic Mega Collection Plus/Super Monkey Ball Deluxe (2005, Xbox), Sega Fun Pack: Sonic Mega Collection Plus & Shadow the Hedgehog (2009, PlayStation 2) und Sonic PC Collection (2009, PC).
Die Sonic Gems Collection, welche 2005 für den GameCube und PlayStation 2 erschien, enthielt neun andere Sonic-Spiele, die nicht auf Sonic Mega Collection oder Sonic Mega Collection Plus enthalten waren. Eine weitere, sich ausschließlich auf Sonic-Spiele konzentrierende Spielesammlung war die 2010 für den Nintendo DS veröffentlichte Sonic Classic Collection.

## Rezeption
Sonic Mega Collection Plus wurde allgemein sehr positiv bewertet und verkaufte sich allein auf der PlayStation 2 rund 2,3 Millionen Mal, während die Verkaufszahlen der Xbox-Version unbekannt sind, aber unter 1 Million liegen müssen.